# Ron de Groot
Ron de Groot (Nijmegen, 29 maart 1960), is een Nederlands voormalig profvoetballer en trainer die bijna zijn hele carrière actief is bij N.E.C..

## Spelerscarrière
De geboren Nijmegenaar maakte op 8 september 1979 zijn debuut voor N.E.C. en speelde bij voorkeur als linkermiddenvelder. De Groot moest al op 27-jarige leeftijd vanwege blessures stoppen met profvoetbal. Op 28 november 1987 speelde hij zijn laatste wedstrijd voor de club. Hij speelde in totaal 231 wedstrijden voor N.E.C. waarin hij 15 keer scoorde. Gedurende zijn loopbaan kreeg hij de bijnaam 'Bikkeltje'. Hierna kwam hij twee seizoenen uit voor SC Kleve 63 in de Duitse Verbandsliga en sloot af bij Sint Jan.

### Spelersstatistieken
| Seizoen | Club   | Competitie     | Competitie | Competitie | Beker | Beker | Internationaal | Internationaal | Overig | Overig | Totaal | Totaal |
| Seizoen | Club   | Competitie     | Wed.       | Dlp.       | Wed.  | Dlp.  | Wed.           | Dlp.           | Wed.   | Dlp.   | Wed.   | Dlp.   |
| ------- | ------ | -------------- | ---------- | ---------- | ----- | ----- | -------------- | -------------- | ------ | ------ | ------ | ------ |
| 1979/80 | N.E.C. | Eredivisie     | 23         | 0          | 2     | 0     | 0              | 0              | 0      | 0      | 25     | 0      |
| 1980/81 | N.E.C. | Eredivisie     | 31         | 2          | 1     | 0     | 0              | 0              | 0      | 0      | 32     | 2      |
| 1981/82 | N.E.C. | Eredivisie     | 26         | 1          | 1     | 0     | —              | —              | 0      | 0      | 27     | 1      |
| 1982/83 | N.E.C. | Eredivisie     | 15         | 3          | 2     | 0     | —              | —              | 0      | 0      | 17     | 3      |
| 1983/84 | N.E.C. | Eerste divisie | 25         | 2          | 6     | 1     | 4              | 0              | 6      | 1      | 41     | 4      |
| 1984/85 | N.E.C. | Eerste divisie | 14         | 1          | 0     | 0     | —              | —              | 0      | 0      | 14     | 1      |
| 1985/86 | N.E.C. | Eredivisie     | 25         | 0          | 4     | 0     | —              | —              | 0      | 0      | 29     | 0      |
| 1986/87 | N.E.C. | Eerste divisie | 33         | 4          | 1     | 0     | —              | —              | 5      | 0      | 39     | 4      |
| 1987/88 | N.E.C. | Eerste divisie | 5          | 0          | 2     | 0     | —              | —              | 0      | 0      | 7      | 0      |
| Totaal  | Totaal | Totaal         | 197        | 13         | 19    | 1     | 4              | 0              | 11     | 1      | 231    | 15     |

## Trainerscarrière
Sinds het seizoen 1993/1994 is De Groot assistent-trainer bij N.E.C. Daar is hij in vijf periodes steeds ongeveer een half jaar interim-hoofdtrainer geweest. In november 1999 moest Ron de Groot voor het eerst als interim-trainer optreden na het ontslag van Jimmy Calderwood, totdat Johan Neeskens de daaropvolgende zomer werd aangesteld als opvolger. In december moest hij opnieuw het seizoen afmaken toen Cees Lok opstapte.  
Op 19 augustus 2013 werd trainer Alex Pastoor door het bestuur van N.E.C. ontslagen. Op dat moment waren drie competitiewedstrijden in het seizoen 2013/14 gespeeld, die allen verloren werden. In de laatste tien wedstrijden van het vorige seizoen werd maar één punt behaald. Samen met Wilfried Brookhuis werd De Groot vervolgens aangesteld als interim-trainer.
Vanaf het seizoen 2015/16 is De Groot samen met Patrick Pothuizen trainer van Jong NEC. Hij stopt daarom na 23 seizoenen als assistent-trainer. Op 1 mei 2017 werd hij wederom interim-trainer van N.E.C. na het ontslag van Peter Hyballa. Door een zestiende plaats was NEC gedwongen tot het spelen van play-offs. Na een 1-3 en 1-0 winst tegen FC Emmen kwam NEC in de finale van de play-offs. In de uitwedstrijd van de finale werd met 1-0 van NAC Breda verloren. In de thuis wedstrijd verloor NEC met 1-4 van NAC, waardoor NEC naar de Jupiler League degradeerde. Vanaf medio 2017 traint hij de beloften.
In april 2019 moest hij echter voor een vijfde keer de rol van interim-trainer op zich nemen, toen Jack de Gier na een reeks van drie nederlagen werd ontslagen. Samen met Adrie Bogers en Rogier Meijer maakte hij het seizoen af als hoofdtrainer. Ook onder Meijer was hij tot medio 2025 assistent.

### Trainersstatistieken
| Seizoen | Duels | Winst | Gelijk | Verlies | Punten | % Winst |
| ------- | ----- | ----- | ------ | ------- | ------ | ------- |
| 1999/00 | 18    | 3     | 3      | 12      | 12     | 17%     |
| 2005/06 | 8     | 2     | 1      | 5       | 7      | 25%     |
| 2013    | 1     | 0     | 1      | 0       | 1      | 0%      |
| 2017    | 6     | 4     | 0      | 2       | 12     | 67%     |
| 2019    | 6     | 5     | 1      | 0       | 16     | 83%     |

## Persoonlijk
Op 12 oktober 2009 werd De Groot na een training getroffen door een hartstilstand. Na reanimatie door de medische staf van N.E.C. werd hij naar het ziekenhuis vervoerd, alwaar hij geopereerd werd. Tijdens een voetbalwedstrijd op 2 november 2024 waarin De Groot zelf speelde werd hij onwel en moest ter plekke gereanimeerd worden. Hij werd ook naar het ziekenhuis gebracht en moest daar enige tijd blijven.